# Piccola Casa della Divina Provvidenza (Firenze)

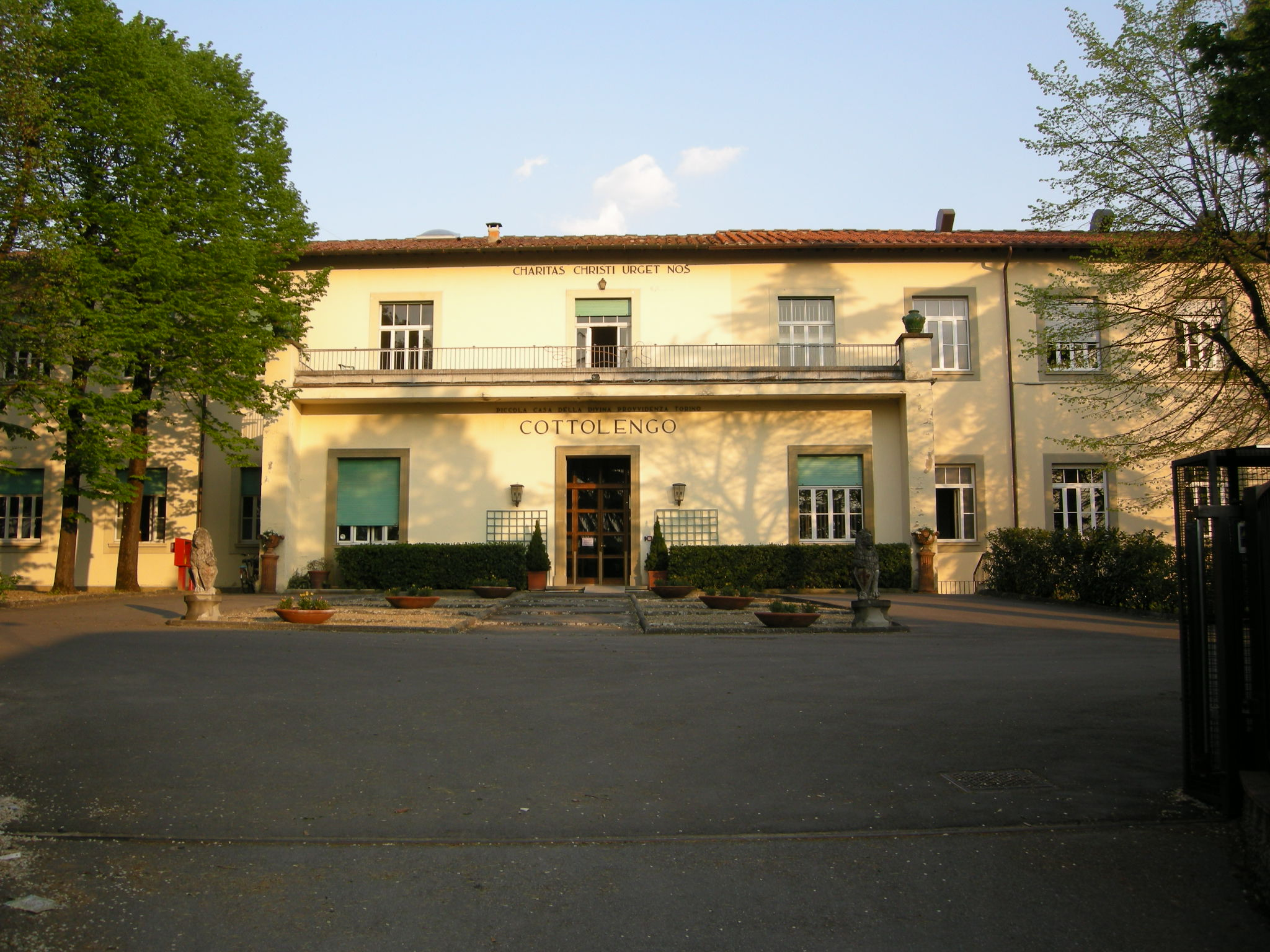
Piccola Casa della Divina Provvidenza

La Piccola Casa della Divina Provvidenza di Firenze si trova in via dei Cappuccini 6A ed è una delle tante case presenti in Italia della Piccola Casa della Divina Provvidenza di Torino gestite dalle Suore di San Giuseppe Benedetto Cottolengo.

## Storia e descrizione
La struttura si trova in via dei Cappuccini, in elevata posizione sul colle di Montughi che domina la città, al termine della salita dei Cappuccini. È dedicata all'assistenza ai portatori di handicap. Le religiose si stabilirono nella ex Villa Granduchessa nel 1946 costruendovi poi, nel 1949-50, l'attuale grande "Cottolengo fiorentino".
La villa, circondata da un parco, apparteneva nel '400 ai Berlincioni e passò poi ai Del Giocondo, agli Uguccioni, ai Pazzi, ai Capponi, ai Riccardi (nel 1687), a Luigi Bonaparte, e quindi al granduca Leopoldo II e all'ultima granduchessa di Toscana Maria Antonietta. La villa serve oggi come alloggio per le suore ed ha una cappella con un'Annunciazione sull'altar maggiore. Quando ne erano proprietari i Capponi, Francesco Penni, detto il Fattorino di Raffaello, fece per la villa una Madonna con Bambino, che poi fu data ai Cappuccini di Montughi e quindi fu trasferita in Mugello.